# المرصد الآشوري لحقوق الإنسان
المرصد الآشوري لحقوق الإنسان Assyrian Monitor For Human Rights : بالسريانية " ܕܘܩܐ ܐܬܘܪܝܐ ܕ ܕܙܕܩ̈ܐ ܕܒܪܐܢܫܐ" مؤسسة مستقلة غير حكومية غير ربحية تأسست في 1 آب / أغسطس 2014 ومركزها المملكة السويدية.
يسعى المرصد الآشوري لحقوق الإنسان إلى:
- رفع مستوى الوعي فيما يتعلق بانتهاكات حقوق الإنسان التي يعاني منها المجتمع المسيحي في الشرق الأوسط،
- تعزيز وترسيخ قيم الديمقراطية والتنوع بين مختلف المجموعات العرقية والدينية في الشرق الأوسط باعتبارها وسيلة لتعزيز المشاركة البناءة والتسامح،
- الاهتمام بشؤون المرأة والطفل.
- نشر الكتب والتقارير الحقوقية والثقافية واللغوية السريانية منها تقرير عن "المعتقلين السياسيين المسيحيين في سوريا[2] في الفترة الواقعة  من  أذار/ مارس 2011 إلى كانون الأول / ديسيمبر 2015 " [3][4]، والطبعة الأولى من كتيب بعنوان الإعلان العالمي لحقوق الإنسان باللغة السريانية (اللهجة الغربية والشرقية)[5] وذلك بمناسبة الذكرى 68 على إطلاق الإعلان العالمي لحقوق الإنسان، والطبعة الثانية من كتيب بعنوان بعنوان Universella deklarationen av mänskliga rättigheter på assyriska språket

للمرصد الآشوري مجلس إدارة المملكة السويدية بالإضافة إلى ممثلين في كل من كندا وفرنسا وألمانيا والولايات المتحدة الأمريكية وشبكة مراقبين في كل من سوريا والعراق ولبنان وتركيا ومصر.
المدير التنفيذي للمرصد الآشوري لحقوق الإنسان جميل دياربكرلي هو الناطق الرسمي باسم المرصد بالإضافة إلى المواقع الرسمية للمرصد على الانترنيت الموقع الرسمي للمرصد الآشوري ومواقع التواصل الاجتماعي.
 المرصد الآشوري مصدر معتمد للكثير من المؤسسات الحكومية الغربية والوكالات الإعلامية في ما يتعلق بقضايا مسيحيي الشرق الأوسط وبالخصوص سوريا والعراق.